# طاهرآباد (سنقر)
طاهرآباد یا سلطان طاهر (سنقر)، روستایی از توابع بخش مرکزی شهرستان سنقر در استان کرمانشاه ایران است.

## مردم
روستایی فعال با مردمانی مهربان و خونگرم می باشد که مردمان پرتلاش ،مردمانی که دوست دارند در جهت پیشرفت و آبادانی روستا باشند، دست به دست یک دادند تا روستا دارای چشم اندازی زیبا و دیدنی برای پذیرای مهمانان و بازدیدکنندگان باشد

## طبیعت و گردشگری
کوه نخودچال یا نوخە چاڵ امروله با ارتفاع 3271 بر این روستا دامن گشوده و باعث زیباتر شدن این روستا شده است
هفت چشمه یا هەفت کێنی یکی از اماکن تفریحی و چشم نواز شهرستان سنقر واقع در روستای طاهر آباد میباشد
هر ساله در فصل بهار بازدیدکنندگان زیادی از این روستا دیدن میکنند

## موقعیت روستا
این روستا در دو طرف جاده قرار دارد که در فاصله 22 کیلومتری شهرستان سنقر کلیایی واقع شده است و از قسمت جنوب  35 کیلومتر با شهرستان صحنه فاصله دارد

## سرشناس ها
همچنین این روستا سکونتگاه خواننده پر آوازه کورد، مرحوم محمود وطن خواه متخلص به مەحمود کاوڵی بوده است

## جمعیت
این روستا در دهستان پارسینه قرار دارد و براساس سرشماری مرکز آمار ایران در سال ۱۳۸۵، جمعیت آن ۸۱۴ نفر (۲۰۳خانوار) بوده‌است.

## ویراستار و منابع
ویراستار : Arian_Parvizi
- «نتایج سرشماری عمومی نفوس و مسکن ۱۳۸۵». درگاه ملی آمار ایران. بایگانی‌شده از اصلی در ۱ ژانویه ۲۰۱۳. دریافت‌شده در ۱ ژانویه ۲۰۱۳.